# En équilibre
Pour plus de détails, voir Fiche technique et Distribution.
En équilibre est un film dramatique français réalisé par Denis Dercourt et sorti le 15 avril 2015,.

## Synopsis
Marc, cascadeur équestre, se retrouve en fauteuil roulant à la suite d'un accident sur un tournage : jeté à bas de son cheval Othello, il est piétiné par celui-ci. Florence est chargée du dossier d'indemnisation par la compagnie d'assurances. Mais Marc refuse le compromis proposé. De son côté, Florence supporte de plus en plus difficilement les pressions exercées par sa compagnie à l'encontre de Marc, qu'elle va finalement protéger de la malhonnêteté des assureurs. Elle se prend d'affection pour Marc, déterminé à remonter sur son cheval et qui va lui redonner la passion du piano.

## Fiche technique
- Titre : En équilibre
- Réalisation : Denis Dercourt
- Scénario : Denis Dercourt
- Photographie : Julien Hirsch
- Montage : Pauline Gaillard
- Musique : Jérôme Lemonnier
- Costumes : Catherine Boisgontier
- Décors : Brigitte Brassart
- Producteur : Isabelle Grellat Doublet, Éric Altmayer et Nicolas Altmayer
- Production : Mandarin Cinéma et Cinéfrance 1888
- Distribution : Studiocanal
- Pays d’origine :  France
- Genre : drame
- Durée : 90 minutes
- Dates de sortie :
  -  France : 15 avril 2015

## Distribution
- Albert Dupontel : Marc
- Cécile de France : Florence
- Marie Bäumer : Alexandra

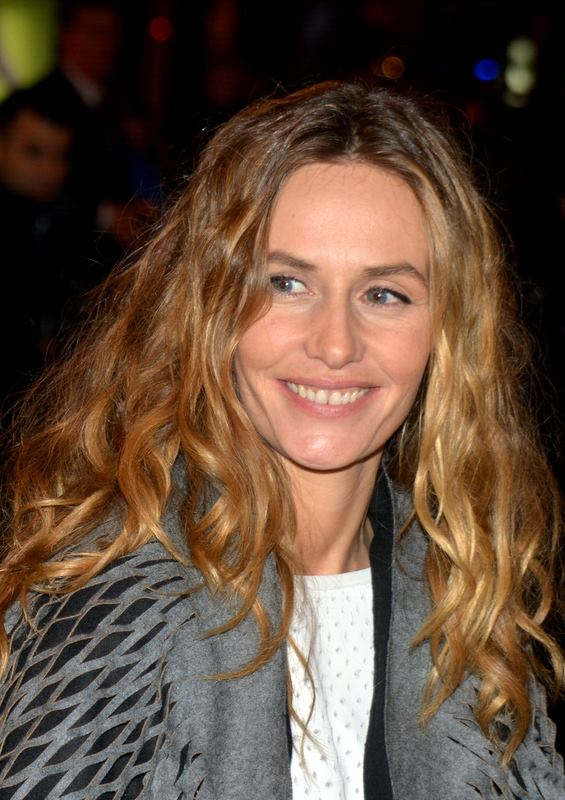
L'actrice principale Cécile de France, l'année de sortie du film.

- Patrick Mille : Julien, le mari de Florence
- Vincent Furic : Nicolas, le collègue ambitieux de Florence
- Mélanie Malhère : Mélanie
- Christophe Briand : l'artisan
- Philippe Duclos : le patron de la société d'assurance
- Carole Franck : l'avocate amie de Florence
- Joseph Malerba : Victor
- Laure Calamy : Séverine
- Evan Schmidt : Grégoire
- Louise Mugler : Manon

## Autour du film
- Le morceau fétiche de Florence (Cécile de France) au piano, qui rythme le film, est la 12e étude des Douze études d'exécution transcendante de Franz Liszt, intitulée Chasse-neige. Denis Dercourt a choisi l'interprétation de la jeune pianiste Mélodie Zhao, qui avait enregistré l'intégrale des Études de Liszt à 16 ans.
- À la suite de son accident de cascade équestre, Marc (Albert Dupontel) devient paraplégique D10.
- Le film est inspiré de la vie de Bernard Sachsé, co-scénariste du film et auteur de Sur mes quatre jambes[1].
- Dans le film, les cascades équestres sont réalisées par Albert Dupontel qui offre une performance extraordinaire[3]. Les scènes ont été réservées à la fin du tournage, compte tenu des risques pris par l'acteur. De même, Cécile de France a appris le piano pour le rôle. Cela s'est avéré un "vrai défi" pour elle car elle n'avait jamais joué de piano auparavant, comme elle le dira lors d'un entretien accordé au journaliste Thomas Destouches pour AlloCiné en avril 2015[4].